# Micrurus obscurus
Espèce
Synonymes
- Elaps corallinus var. obscura Jan, 1872
- Micrurus spixii obscurus (Jan, 1872)
- Elaps heterozonus Peters, 1881
- Elaps princeps Boulenger, 1905
- Micrurus spixii princeps (Boulenger, 1905)

Micrurus obscurus est une espèce de serpents de la famille des Elapidae. 

## Répartition
Cette espèce se rencontre au Venezuela, en Colombie, au Pérou, en Bolivie et au Brésil.

## Publication originale
- Jan, 1872 : Iconographie générale des ophidiens. J.B. Bailière et Fils, Paris, vol. 3, Livraison 42, p. 1-188 (texte intégral).